# Ferdinando Trigona Della Floresta
Ferdinando Trigona della Floresta (Caltanissetta, 4 gennaio 1901 – 23 aprile 1963) è stato un avvocato e politico italiano.
Figlio del Cavalier Ottavio Trigona Della Floresta (1865 - 1929) e di Marianna Gangitano, fu senatore esclusivamente nella II legislatura, ove ricoprì l'incarico di segretario del gruppo del Movimento Sociale italiano.